# Рива, Эмманюэль
Эмманюэ́ль Рива́ (фр. Emmanuelle Riva), урождённая Поле́тт Жерме́н Рива́ (фр. Paulette Germaine Riva) (24 февраля 1927, Шенимениль, Вогезы — 27 января 2017, Париж) — французская актриса театра и кино.

## Биография

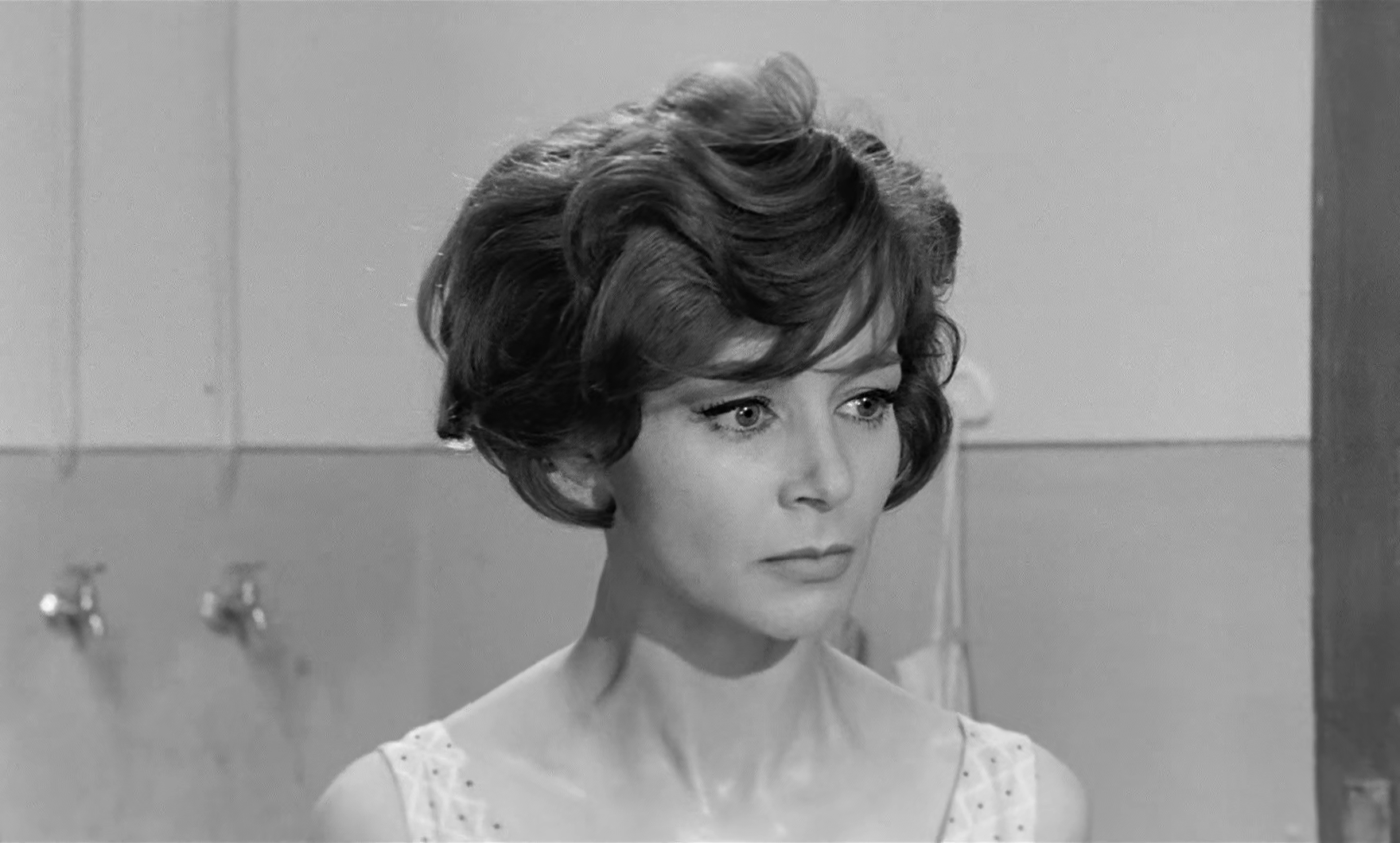
Рива в фильме «Адуя и её подруги» (1960)

Полетт Жермен Рива родилась в коммуне Шенимениль (департамент Вогезы). Родители будущей актрисы хотели видеть её швеёй, но, несмотря на их желание, в 1953 году она приехала в Париж и поступила в Национальную консерваторию драматического искусства, изменив своё имя на Эмманюэль. 
В конце 1950-х годов получала различные роли в театре, а с 1957 года и в кино. 
В 1959 году на экраны вышел фильм «Хиросима, любовь моя», где Рива исполнила одну из ведущих ролей. Затем последовали роли в фильмах «Капо» Джилло Понтекорво (1960), «Леон Морен, священник» Жана-Пьера Мельвиля (1961), «Тереза Дескейру» Жоржа Франжю (1962).
Спустя полвека австрийский режиссёр Михаэль Ханеке утвердил Рива на роль умирающей учительницы музыки Анн в драме «Любовь». Актёрская работа Рива возродила её популярность за границей Франции и принесла несколько призов, включая премию Европейской киноакадемии и BAFTA за лучшую женскую роль. Впервые в своей многолетней карьере актриса была удостоена номинации на премию Американской киноакадемии «Оскар».
В 2016 году вышел фильм «Чудеса в Париже», в котором снялись Эмманюэль Рива и Пьер Ришар. Сюжет фильма повествует о женщине, которая приехала в Париж, где встретила любовь всей своей жизни. Лента стала последней работой известной французской актрисы, которая умерла вскоре после окончания съёмок в возрасте 89 лет. В 2018 году фильм был выдвинут в 3-х категориях на соискание бельгийской национальной кинопремии «Магритт».

## Награды и номинации
Список наград и номинаций приведён в соответствии с данными IMDb.
| Год  | Премия                                    | Категория                           | Фильм                | Результат |
| ---- | ----------------------------------------- | ----------------------------------- | -------------------- | --------- |
| 1961 | Награда Британской киноакадемии           | Лучшая иностранная актриса          | Хиросима, любовь моя | Номинация |
| 1962 | Венецианский кинофестиваль                | Кубок Вольпи за лучшую женскую роль | Тереза Дескейру      | Победа    |
| 1964 | Награда общества киножурналистов Мексики  | награда «Серебряная Богиня»         | Тереза Дескейру      | Победа    |
| 2012 | Премия Европейской киноакадемии           | Лучшая европейская актриса          | Любовь               | Победа    |
| 2012 | «Спутник»                                 | Лучшая актриса                      | Любовь               | Номинация |
| 2012 | Общество кинокритиков Бостона             | Лучшая актриса                      | Любовь               | Победа    |
| 2012 | Ассоциация кинокритиков Лос-Анджелеса     | Лучшая актриса                      | Любовь               | Победа    |
| 2012 | Ассоциация кинокритиков Вашингтона        | Лучшая актриса                      | Любовь               | Номинация |
| 2012 | «Выбор критиков»                          | Лучшая актриса                      | Любовь               | Номинация |
| 2012 | Ассоциация кинокритиков Чикаго            | Лучшая актриса                      | Любовь               | Номинация |
| 2012 | Ассоциация кинокритиков Сан-Франциско     | Лучшая актриса                      | Любовь               | Победа    |
| 2013 | Круг кинокритиков Лондона                 | Актриса года                        | Любовь               | Номинация |
| 2013 | Национальное общество кинокритиков США    | Лучшая актриса                      | Любовь               | Победа    |
| 2013 | Австралийская академия кино и телевидения | Лучшая актриса                      | Любовь               | Номинация |
| 2013 | BAFTA                                     | Лучшая актриса                      | Любовь               | Победа    |
| 2013 | Оскар                                     | Лучшая актриса                      | Любовь               | Номинация |
| 2013 | Сезар                                     | Лучшая актриса                      | Любовь               | Победа    |

## Избранная фильмография
| - Хиросима, любовь моя (1959 год) - Адуа и её подруги (1960 год) - Прошение о помиловании (1960 год) - Капо (1961 год) - Леон Морен, священник (1961 год) - Тереза Дескейру (1962 год) - Ступени супружеской жизни (1962 год) - Время любви (1963 год) - Самозванец Тома (1964 год) - Выстрел из милосердия (1965 год) - Опасная профессия (1967 год) - Муж желаний (1969 год) - Я пойду как бешеный конь (1973 год) - Дьявол в сердце (1976 год) - Молодые девочки (1977 год) - Игры графини Долинген де Грац (1980 год) - Глаза, рот (1982 год) - Есть ли французы в зале? (1982 год) | - Свобода, ночь (1983 год) - Мужчина по мне (1983 год) - Для Саши (1991 год) - Тень сомнения (1993 год) - Три цвета: Синий (1993 год) - Сколько осталось до рассвета (1995 год) - Боже, любовник моей матери и сын мясника (1995 год) - XXL (1997 год) - Салон красоты «Венера» (1998 год) - Се ля ви (2001 год) - Медея (2001 год) - Мой сын для меня (2006 год) - Человек и его собака (2008 год) - Большое алиби (2008 год) - Любовь (2012) - Ты будешь чтить свою мать и свою мать (2012) - Чудеса в Париже (2017) |